# Dzieci wiedzą lepiej
Dzieci wiedzą lepiej – popularna, kilkuminutowa audycja radiowej Trójki, emitowana w godzinach przedpołudniowych (kiedyś codziennie od poniedziałku do piątku, obecnie tylko w niedzielę), w której dziennikarka Katarzyna Stoparczyk rozmawia z przedszkolakami na poważne tematy.
Latem 2005 Polskie Radio wydało album CD z wybranymi fragmentami audycji. Płyta sprzedawała się dobrze, co zaowocowało pojawieniem się na rynku części drugiej, późną jesienią 2006 roku.